# Gens Pinaria
La Gens Pinaria fu una gens patrizia dell'Antica Roma, una delle più antiche della città.

## Descrizione
Publio Pinario Mamercino Rufo nel 489 a.C., quindi agli albori della Repubblica romana, fu eletto console.
Secondo la tradizione, ai membri della famiglia, sarebbe spettato di officiare al culto di Ercole sul Palatino, insieme ai membri della Gens Potitia; ma essendo il capostipite arrivato tardi durante la prima celebrazione, quando ormai era stato svolto il rito di cibarsi delle interiora dell'animale sacrificale, ai loro membri fu vietato in perpetuo di mangiare le interiora degli animali sacrificali.